# Sometimes, Almost Always
Sometimes, Almost Always – minialbum zespołu Firehose wydany w 1988 przez wytwórnię SST Records. Materiał nagrano we wrześniu i październiku 1987 w studiu "Radio Tokyo" w Venice (Los Angeles).

## Lista utworów
1. "Sometimes" (E. Crawford) – 3:27
2. "She Paints Pictures" (M. Ward, M. Watt) – 2:40
3. "Rhymin' Spielin'" (M. Watt) – 1:59

## Skład
- Ed Crawford – śpiew, gitara
- Mike Watt – gitara basowa
- George Hurley – perkusja

gościnnie
- Ethan James – syntezator (2)

produkcja
- Mike Watt – producent
- Ethan James – nagranie, producent
- John Golden – mastering